# 上越信用金庫
上越信用金庫（じょうえつしんようきんこ、英語：Joetsu Shinkin Bank）は、新潟県上越市に本店を置く信用金庫である。上越市内のほか、同じ上越地方の糸魚川市内にも2支店を展開している。

## 沿革
旧：直江津信用金庫
- 1925年7月7日 有限責任直江津信用組合として設立。
- 1944年10月25日 直江津信用組合に改組。
- 1951年10月31日 信用金庫法により直江津信用金庫に改組。

旧：高田信用金庫
- 1917年6月26日 有限責任力行信用組合を設立。
- 1918年3月14日 有限責任高田信用組合に改称。
- 1923年4月23日 有限責任高田市在郷軍人信用組合を設立。
- 1925年10月5日 両信用組合を解散し、新たに有限責任高田興業信用組合を設立。
- 1938年2月23日 有限責任高田市信用組合に改称。
- 1943年7月14日 市街地信用組合法により高田市信用組合に改組。
- 1951年10月20日 信用金庫法により高田市信用金庫に改組。
- 1964年9月10日 高田信用金庫に改称。

上越信用金庫
- 2004年1月19日 直江津信用金庫と高田信用金庫を合併して「上越信用金庫」となる（存続金庫は直江津信用金庫）。
- 2017年6月15日 本部に「創業支援相談センター」、各営業店に「創業支援相談窓口」を開設[2]。
- 2019年8月1日 上越ケーブルテレビジョン（JCV）、新井信用金庫と3社で業務協力協定を締結[3]。
- 2023年1月23日 この日から磁気の影響を受けにくい新しい通帳（Hi-Co通帳）を取扱開始した(Hi-Co通帳に対応していない信用金庫ATMではHi-Co通帳は使えない。)[4]。